# Příbram I
Příbram I je část města Příbram v okrese Příbram ve Středočeském kraji. Je zde evidováno 322 adres. V roce 2011 zde trvale žilo 2121 obyvatel.

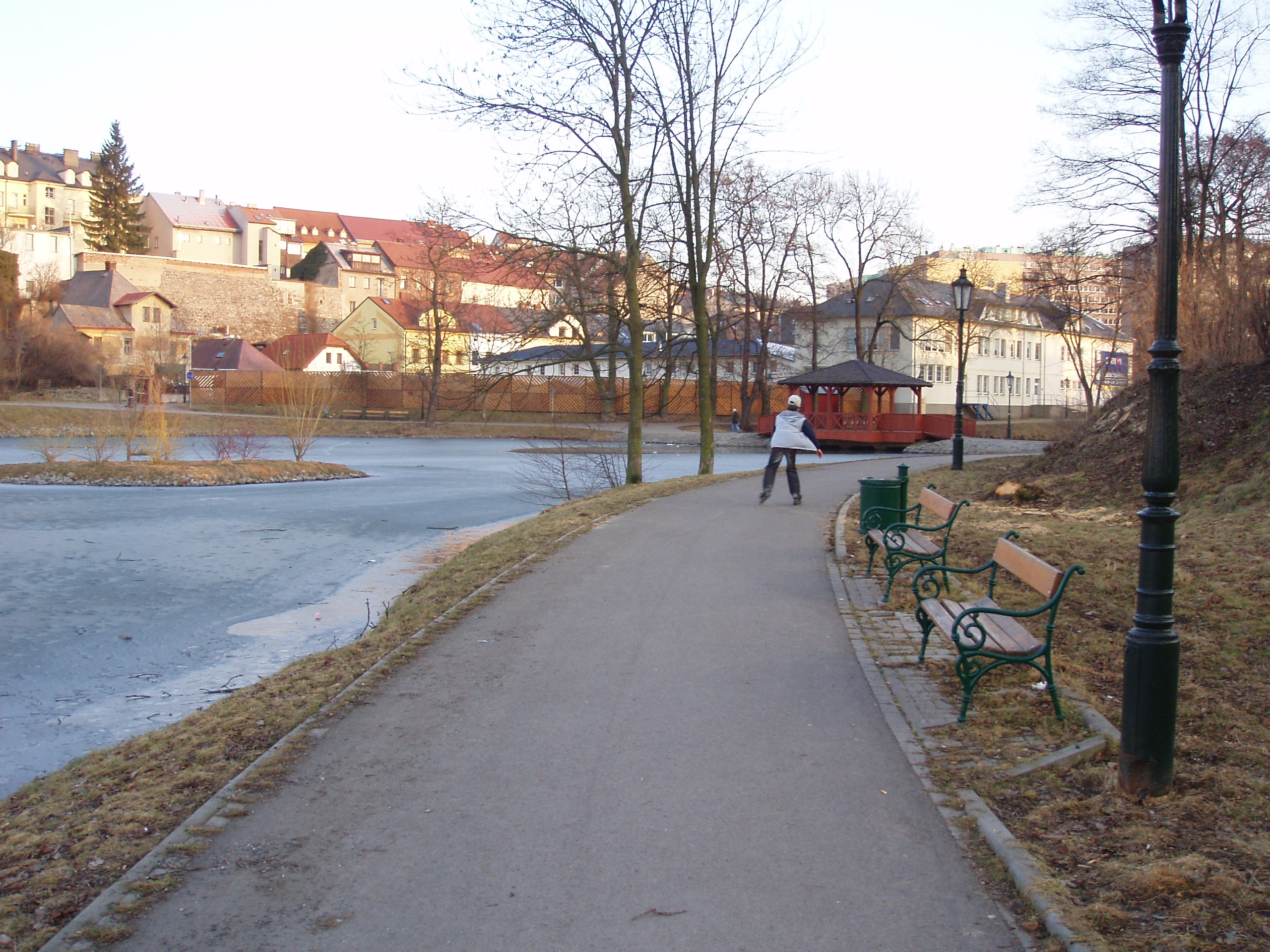
Příbram – Hořejší Obora

Příbram I zahrnuje sídelní jednotku Příbram-historické jádro (do níž patří například rybníky Hořejší Obora a Dolejší Obora, náměstí Arnošta z Pardubic a náměstí T. G. Masaryka), sídelní jednotku U svatého Jana s nemocnicí a hřbitovem, Sídliště na Plzeňské a rozsáhlou sídelní jednotku Bechyňka na severu města, mezi silnicemi II/118 a III/11811 až k Trhovým Dušníkům, která zahrnuje průmyslovou zónu, zemědělské objekty i chatovou osadu.
Příbram I leží v katastrálním území Příbram o výměře 14,33 km².

## Historie
První písemná zmínka o vesnici pochází z roku 1216.
Příbram I vznikl k 1. lednu 1980 jako část města Příbram ve stejnojmenném okrese.

## Obyvatelstvo
| Rok            | 1869  | 1880   | 1890   | 1900   | 1910   | 1921   | 1930   | 1950  | 1961   | 1970  | 1980  | 1991  | 2001  | 2011  | 2021  |
| -------------- | ----- | ------ | ------ | ------ | ------ | ------ | ------ | ----- | ------ | ----- | ----- | ----- | ----- | ----- | ----- |
| Počet obyvatel | 9 455 | 11 171 | 13 412 | 13 576 | 13 321 | 11 810 | 10 469 | 9 945 | 23 406 | 4 050 | 2 553 | 2 225 | 2 141 | 2 121 | 2 461 |
| Počet domů     | 666   | 699    | 856    | 940    | 1 018  | 1 104  | 1 199  | 1 485 | 2 423  | 340   | 194   | 202   | 199   | 207   | 216   |